# 阿佩河 (文訥河支流)
51°20′8″N 8°9′51″E / 51.33556°N 8.16417°E
阿佩河（德語：Arpe），是德國的河流，位於該國西部，處於北萊茵-威斯特法倫州，該河流屬於文訥河的左支流，河道全長8.7公里，流域面積19.6平方公里。